# Massy Opéra (stanice metra v Paříži)
Massy Opéra je plánovaná stanice pařížského metra, která se bude nacházet na lince 18 v obci Massy v departementu Essonne. Má být otevřena v roce 2027 a bude stát poblíž opery Massy, která je rovněž ve výstavbě.

## Vývoj
Projektem stanice byl pověřen Éric Puzenat z Ateliers 2/3/4/.
Na stanici bude umístěno dílo Sophie Calle ve spolupráci s archeologem Jeanem-Paulem Demoulem.